# Кевеш, Ефим Лазаревич
Ефим Лазаревич (Хаим Лейзерович) Кевеш (1899, Гомель, Могилёвская губерния — 10 марта 1982, Ленинград) — советский рентгенолог. Доктор медицинских наук (1946), профессор (1956). Один из основоположников отечественной клинической томографии в СССР.

## Биография
Сын страхового агента Лазаря Семёновича (Лейзера Симховича) Кевеша. Дед — Симха Айзикович Кевеш был лесопромышленником.В 1922 окончания Харьковский медицинский институт. В 1926 переехал в Ленинград. В 1936—1944 научный сотрудник Центрального рентгенологического, радиологического и ракового института (ныне — Центральный научно-исследовательский институт рентгенологии и радиологии). В 1944—1956 старший научный сотрудник Военно-медицинской академии имени Кирова. В 1941—1945 руководитель специализированного госпиталя для раненых в грудную клетку в Ленинграде. В 1956 основатель и первый заведующим кафедрой рентгенологии и радиологии (до 1975) Куйбышевского медицинского института.
Являлся членом правления Ленинградского и Всесоюзного обществ рентгенологов, председателем Куйбышевского научного общества рентгенологов и радиологов.
Автор более 120 научных трудов.

## Научные работы
- «Метод послойного рентгеновского исследования (томография) и его значение в диагностике легочных заболеваний». Л., 1939;
- «Томография легких». Л., 1941;
- «Рентгенологическое исследование при слепых огнестрельных ранениях грудной клетки». Л., 1948.
- «Дифференциальная рентгенодиагностика в таблицах», 1967